# Alan Lancaster
Alan Charles Lancaster (Peckham, 7 febbraio 1949 – Sydney, 26 settembre 2021) è stato un cantante e bassista inglese, membro fondatore della rock band Status Quo.

## Biografia
Coltivò sin da piccolo la sua passione musicale cominciando a suonare la tromba nell'orchestra jazz della Sedgehill Comprehensive School di Beckenham.
Di quella orchestra faceva parte anche un altro allievo, Francis Rossi, un adolescente di origine italiana, con il quale strinse una forte amicizia formando nel 1962 una band inizialmente chiamata “Scorpions”, in seguito ribattezzata “The Spectres”.
Con un repertorio basato essenzialmente sul genere beat imperversante in quel periodo, Lancaster si specializzò sempre più nello studio del basso elettrico e delle chitarre, mentre gli Spectres cominciavano a farsi conoscere grazie ad una intensa serie di concerti in giro per i pub di Londra.
Assaporò il successo per la prima volta nel 1968, quando gli Status Quo (questo il nuovo nome degli Spectres) salirono ai vertici delle classifiche con il brano psichedelico Pictures of Matchstick Men.
Alfiere del genere hard, ebbe un'importanza determinante nello sviluppo del nuovo sound della band negli anni settanta, grazie al quale gli Status Quo divennero una tra le rock band di maggior successo del panorama musicale britannico.
Cantante, autore ed esecutore di basso e chitarra, lasciò il gruppo nel 1984 a causa di insanabili divergenze sulla direzione musicale con il vecchio amico d'infanzia, Francis Rossi.
L'ultima sua esibizione con gli Status Quo fu costituita dalla storica performance di apertura del Live Aid, il 13 luglio del 1985, allo stadio londinese di Wembley.
Da quel momento in avanti, il resto della band assunse in sua sostituzione il bassista John 'Rhino' Edwards, e a Lancaster non rimase che intentare una causa ai compagni per impedir loro di utilizzare senza il suo consenso il logo ufficiale di “Status Quo”.
Persa la contesa giudiziaria nel gennaio del 1986, fu costretto a ripiegare verso altri progetti: divenne componente della band australiana dei Party Boys e fondò in seguito i Lancaster Bombers, coi quali nel 1999 pubblicò l'album Life After Quo.
Si trasferì in Australia nel 1976 in seguito al suo matrimonio con Dayle Thurbon, dovee visse agiatamente anche grazie ai proventi dei diritti d'autore derivanti dai lavori prodotti con gli Status Quo fino al 1985.
All'inizio del 2012, dopo 31 anni di separazione, gli Status Quo si ritrovarono nella formazione originale, con il ritorno di Alan Lancaster e John Coghlan, per le riprese di un documentario intitolato Hello Quo!, girato da Alan G. Parker, pubblicato nell'ottobre dello stesso anno.
Accantonati definitivamente rancori ed acrimonie, gli Status Quo decisero di offrirsi ai propri fan con la storica formazione originale, dapprima in una mini-tournée di 9 date svolta nel marzo del 2013 nel Regno Unito, infine in un ultimo tour europeo nella primavera del 2014.
Malato da anni di sclerosi multipla, Lancaster è morto per complicazioni della patologia autoimmune nel 2021.

## Discografia

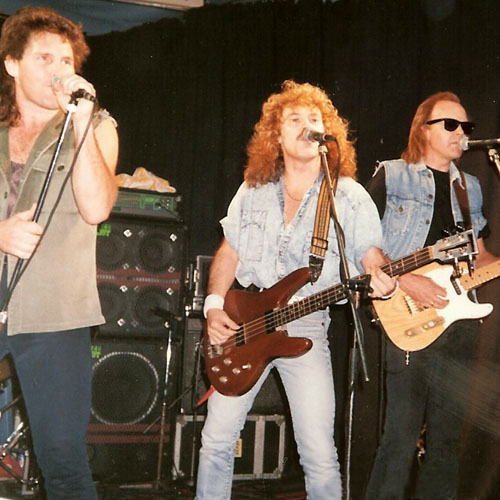
Alan Lancaster (al centro) con la band dei Lancaster Bombers nel 1988.

### Album con gli Status Quo
- 1968 - Picturesque Matchstickable Messages from the Status Quo
- 1969 - Spare Parts
- 1970 - Ma Kelly's Greasy Spoon
- 1971 - Dog of Two Head
- 1972 - Piledriver
- 1973 - Hello!
- 1974 - Quo
- 1975 - On the Level
- 1976 - Blue for You
- 1977 - Rockin' All Over the World
- 1978 - If You Can't Stand the Heat
- 1979 - Whatever You Want
- 1980 - Just Supposin'
- 1981 - Never Too Late
- 1982 - 1+9+8+2 = XX
- 1983 - Back to Back

### Live con gli Status Quo
- 1977 - Live!
- 1984 - Live at the N.E.C.
- 2010 - Status Quo Live at the BBC (2010)
- 2013 - The Frantic Four Reunion 2013 - Live At Hammersmith Apollo
- 2014 - The Frantic Four's Final Fling - Live At The Dublin 02 Arena

### Raccolte con gli Status Quo
- 1980 - 12 Gold Bars
- 1982 - From the Makers of
- 1984 - 12 Gold Bars Vol. 2

### Album in studio con i The Party Boys
- The Party Boys (album)

### Raccolte con i The Party Boys ed i The Bombers
- Life After Quo